# Thomas Eakins
Thomas Cowperthwait Eakins, född 25 juli 1844 i Philadelphia, Pennsylvania, USA, död 25 juni 1916 i Philadelphia, Pennsylvania, var en amerikansk målare inom realismen. Han är bland annat känd för sina figurmålningar av idrottande män.

## Biografi
Thomas Eakins föddes i Philadelphia och var son till en lärare. När han var i tjugoårsåldern reste han till Europa för att studera konst för Gérôme vid L'École des Beaux-Arts i Paris under åren 1866–1868. Efter avslutade studier vid konstskolan tog han privatlektioner av Bonnat.
År 1876 besökte Eakins en världsutställning i Philadelphia där han mötte sin blivande hustru Susan Macdowell. Samma år fick han även anställning som lärare vid Pennsylvania Academy of Fine Arts. Eakins undervisningsmetoder fick dock skarp kritik då han bland annat tyckte att eleverna skulle måla utifrån levande nakenmodeller och uppmuntrade dem att studera rörelser genom att titta på idrottsmän. Han menade att eleverna själva skulle måla utifrån vad de såg i verkligheten och inte följa de traditionella akademiska och moderiktiga principerna, något som stred mot konstakademins konventioner. Hans metod gjorde, enligt Eakins själv, att konstnären nådde fram till den inre realiteten hos den mänskliga karaktären. Porträttets syfte var inte att det skulle vara smickrande, utan inträngande på ett sätt som inte kunde skada integriteten hos modellen. År 1882 blev han direktor för skolan och professor i måleri. Eakins tid som lärare fick dock ett tvärt slut när han under en lektion 1886 lät presentera en helt naken manlig modell för sin klass som bestod av både manliga och kvinnliga elever. Eakins hade homosexuella begär, vilket syntes i flera av hans konstverk och fotografier.
Eakins hade sedan början av 1880-talet börjat intressera sig alltmer för fotografi och han började använda fotograferingen som inspiration för sina målningar. Han experimenterade allt mer med nya tekniker och utvecklade fotografin som en egen konstform. Tillsammans med Eadweard Muybridge fick han i uppdrag av University of Pennsylvania att utveckla och förbättra kameran för rörliga bilder. Detta resulterade i uppfinningen av en roterande skiva över kameralinsen som kunde göra att kameran gjorde flera exponeringar på samma torrplåt. Experimentet ledde till en serie bilder av idrottsmän som var tagna i snabb följd och gav en känsla av rörelse.
Under tiden 1887–1899 flyttade Eakins till North Dakota, men han dog i sin hemstad Philadelphia år 1916.

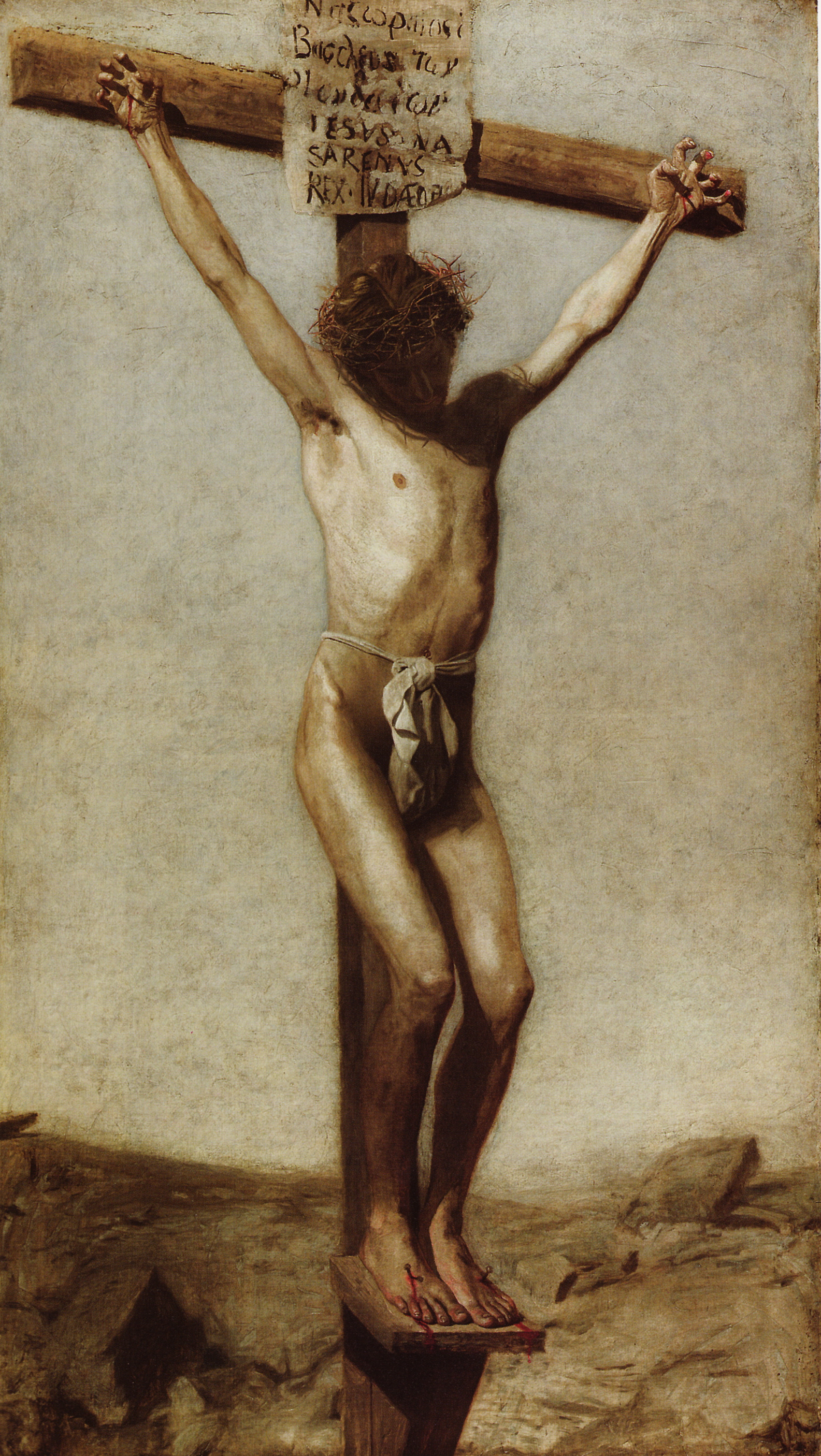
The Crucifixion (1880), Philadelphia Museum of Art.
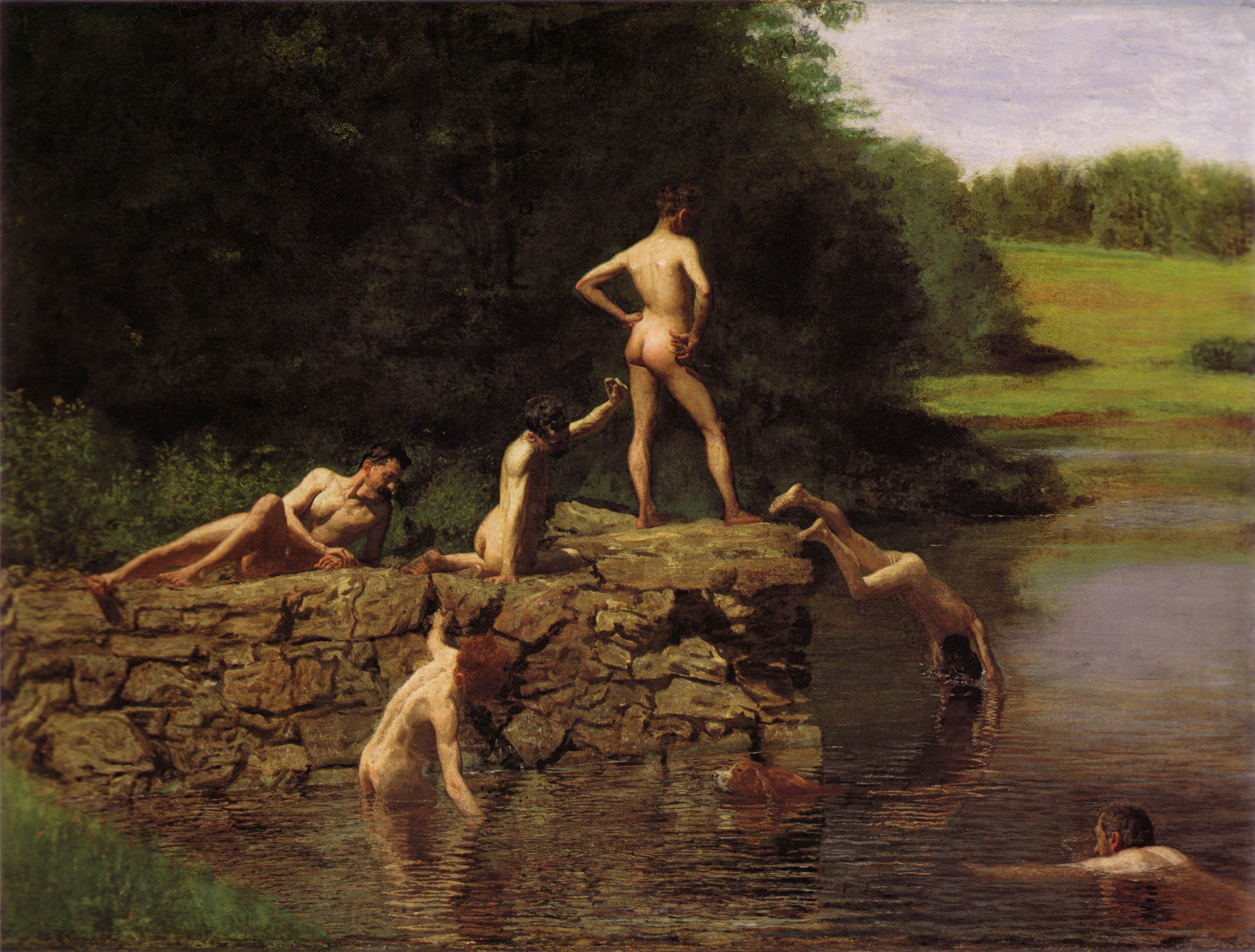
The Swimming Hole (1884–1885), Amon Carter Museum.
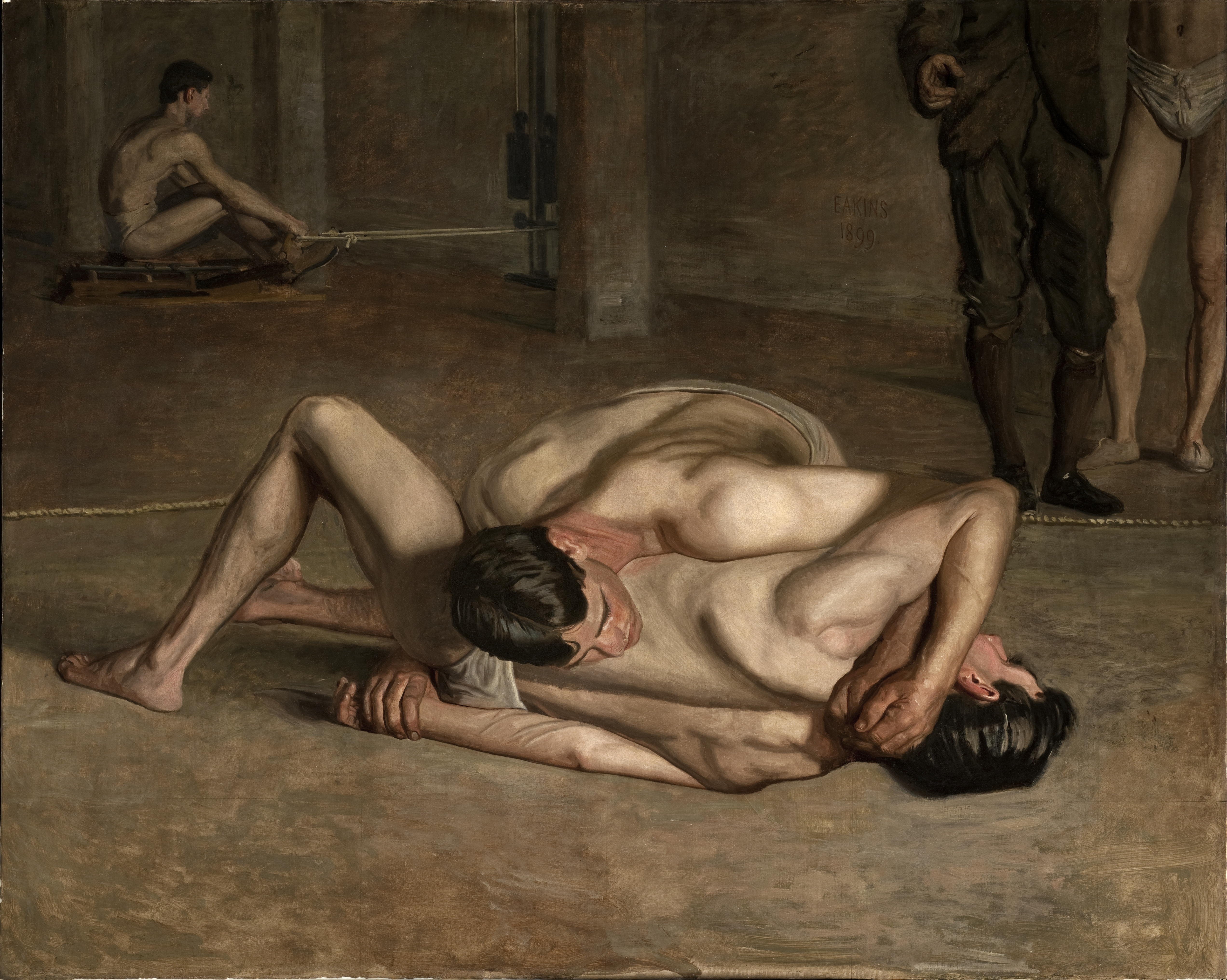
Wrestlers (1899), Los Angeles County Museum of Art.
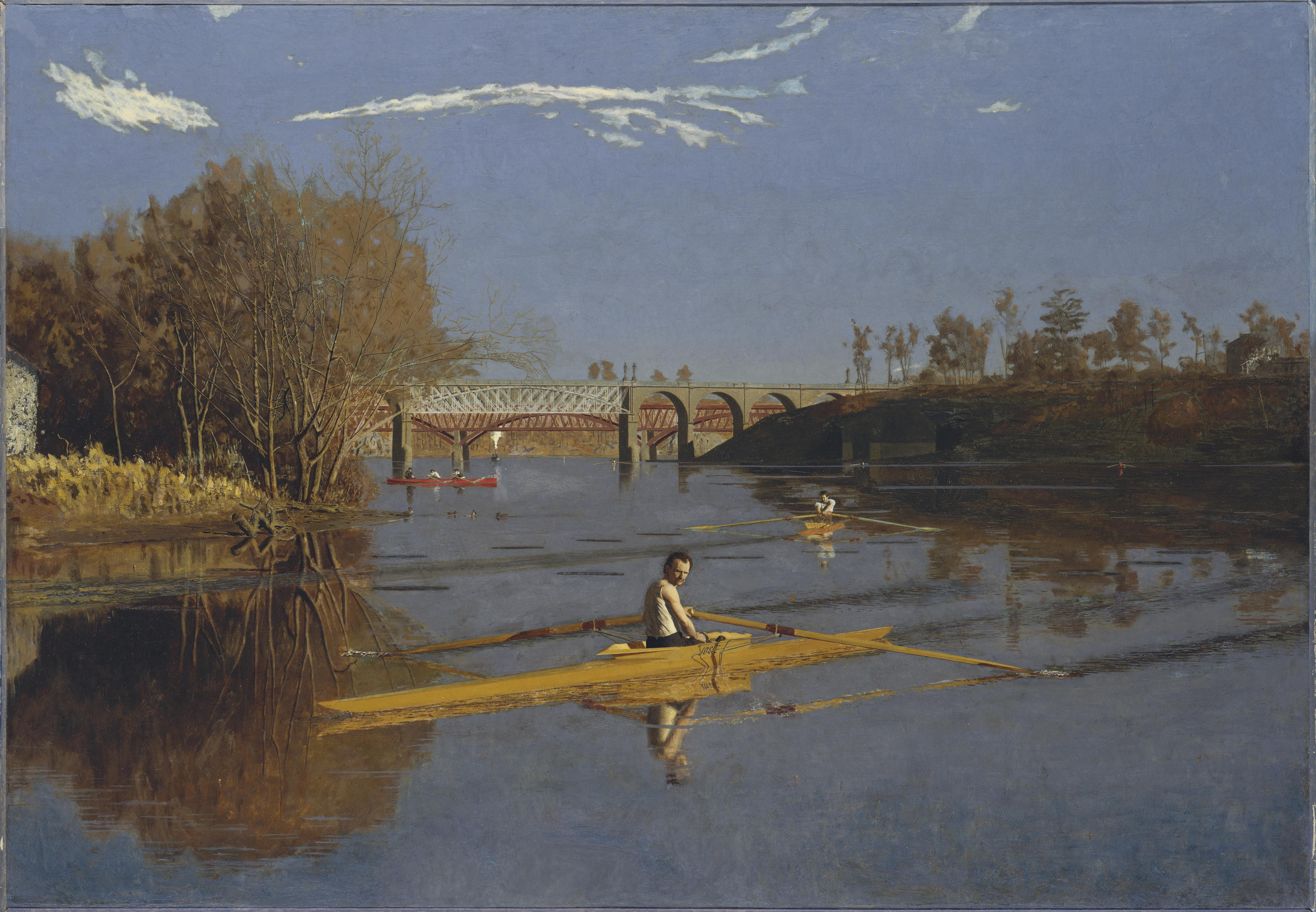
Max Schmitt in a Single Scull, även känd som The Champion Single Sculls (1871), Metropolitan Museum of Art.